# الوود (یوتا)
الوود (به انگلیسی: Elwood) شهری در ایالت یوتا کشور ایالات متحده آمریکا است که جمعیت آن در سرشماری سال ۲۰۱۰ میلادی، ۱٬۰۳۴ نفر بوده‌است.